# Echinostrephus
Genre
Echinostrephus est un genre d'oursins réguliers de la famille des Echinometridae.

## Caractéristiques

### Allure générale
Ce sont des oursins dits « réguliers ». Leur test (coquille) est plus ou moins sphérique, et protégé par des radioles (piquants) pointues, le tout étant organisé suivant une symétrie pentaradiaire reliant la bouche située au centre de la face orale (inférieure) à l'anus situé à l'apex aboral (pôle supérieur). Ces oursins ont les radioles du tiers supérieur plus longues que les autres, dépassant de leur cachette, et un disque coloré bien visible entoure leur anus au centre de la face visible.

### Caractéristiques morphologiques
Le test est aplati aux deux pôles, l'ambitus étant situé très haut (dans la moitié supérieure), avec un disque apical dicyclique, et un périprocte réduit. Les plaques ambulacraires portent quatre paires de pores (trois chez E. molaris), ainsi qu'un gros tubercule primaire. Les plaques interambulacraires portent une rangée de tubercules primaires isométriques. Les radioles de la face aborale sont longues et fines, alors que celles des régions ambitale et orale sont plus courtes. Les pédicellaires sont globifères, pourvus d'une dent latérale unique.

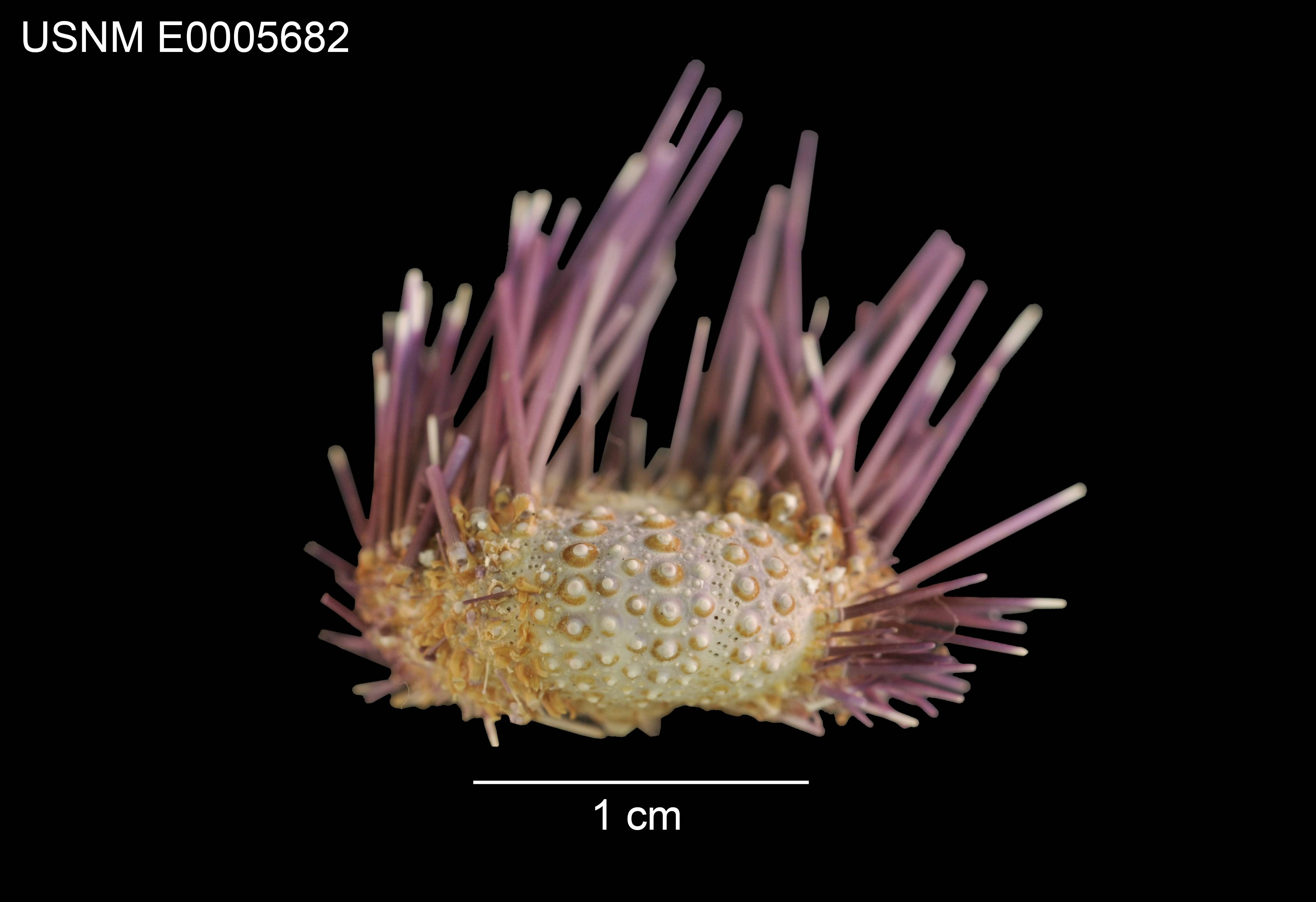
Echinostrephus aciculatus
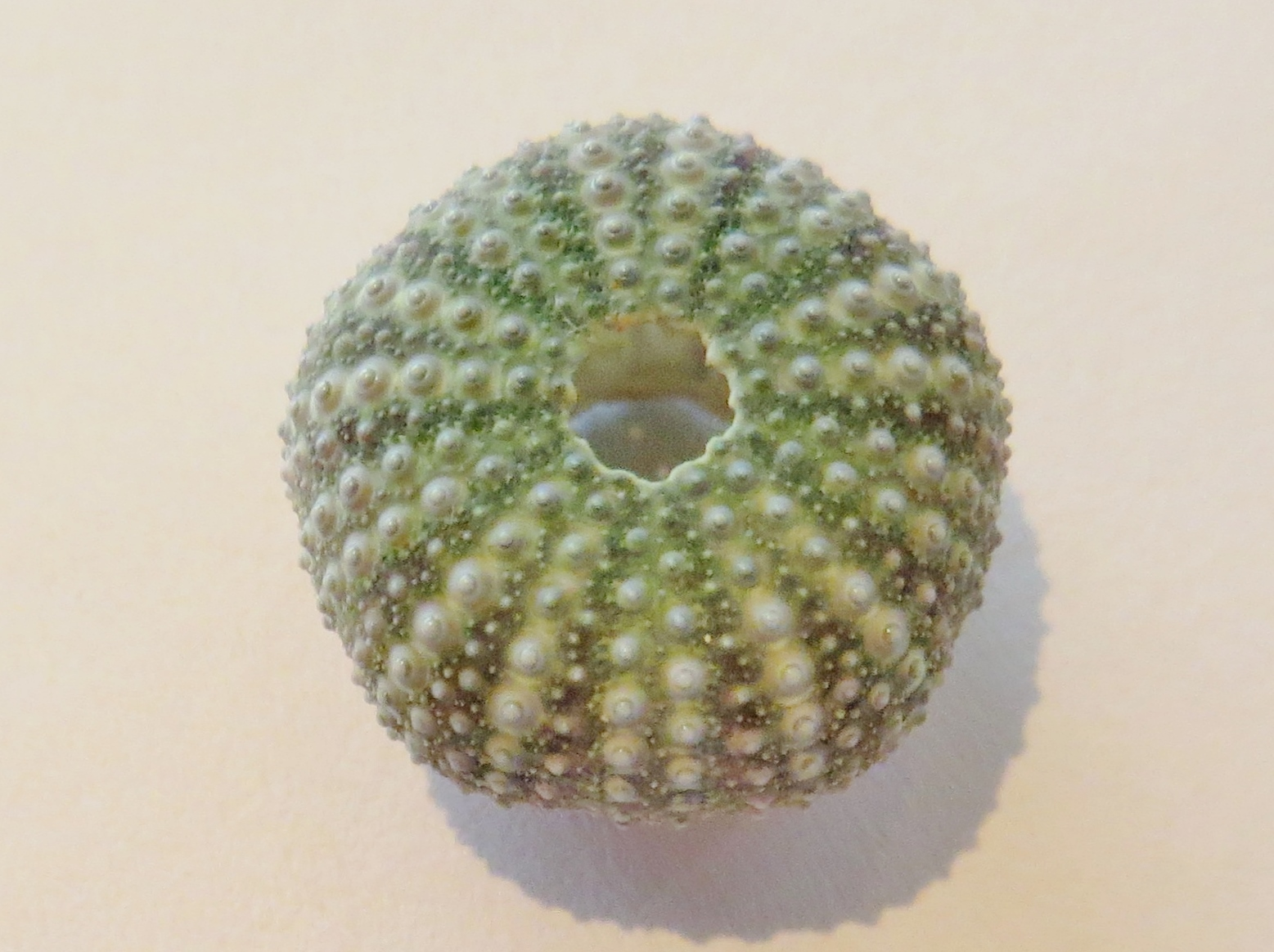
Test d'Echinostrephus molaris de Mayotte.
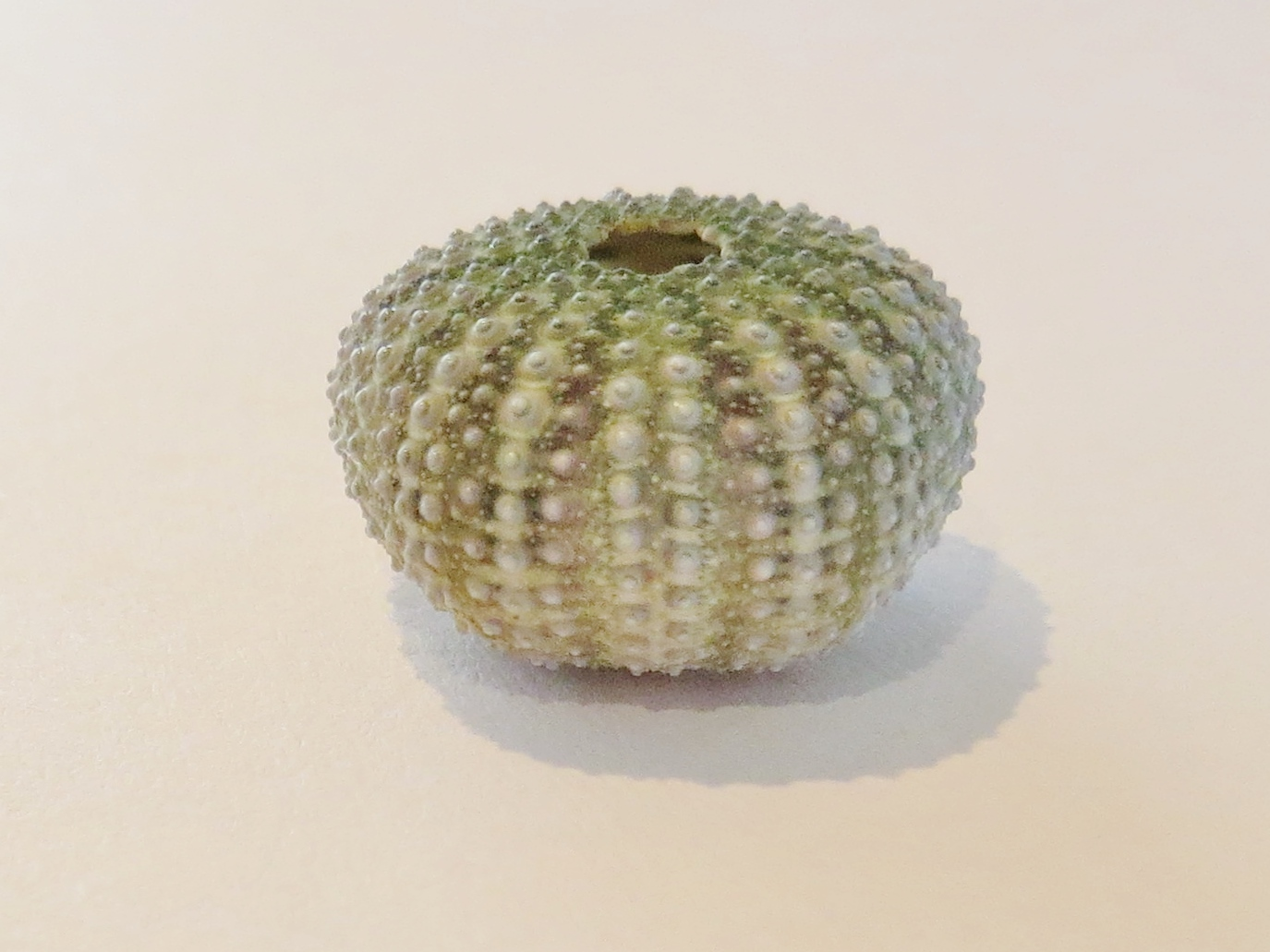
De profil, les tests d'Echinostrephus sont très reconnaissables à leur ambitus (équateur) très haut.
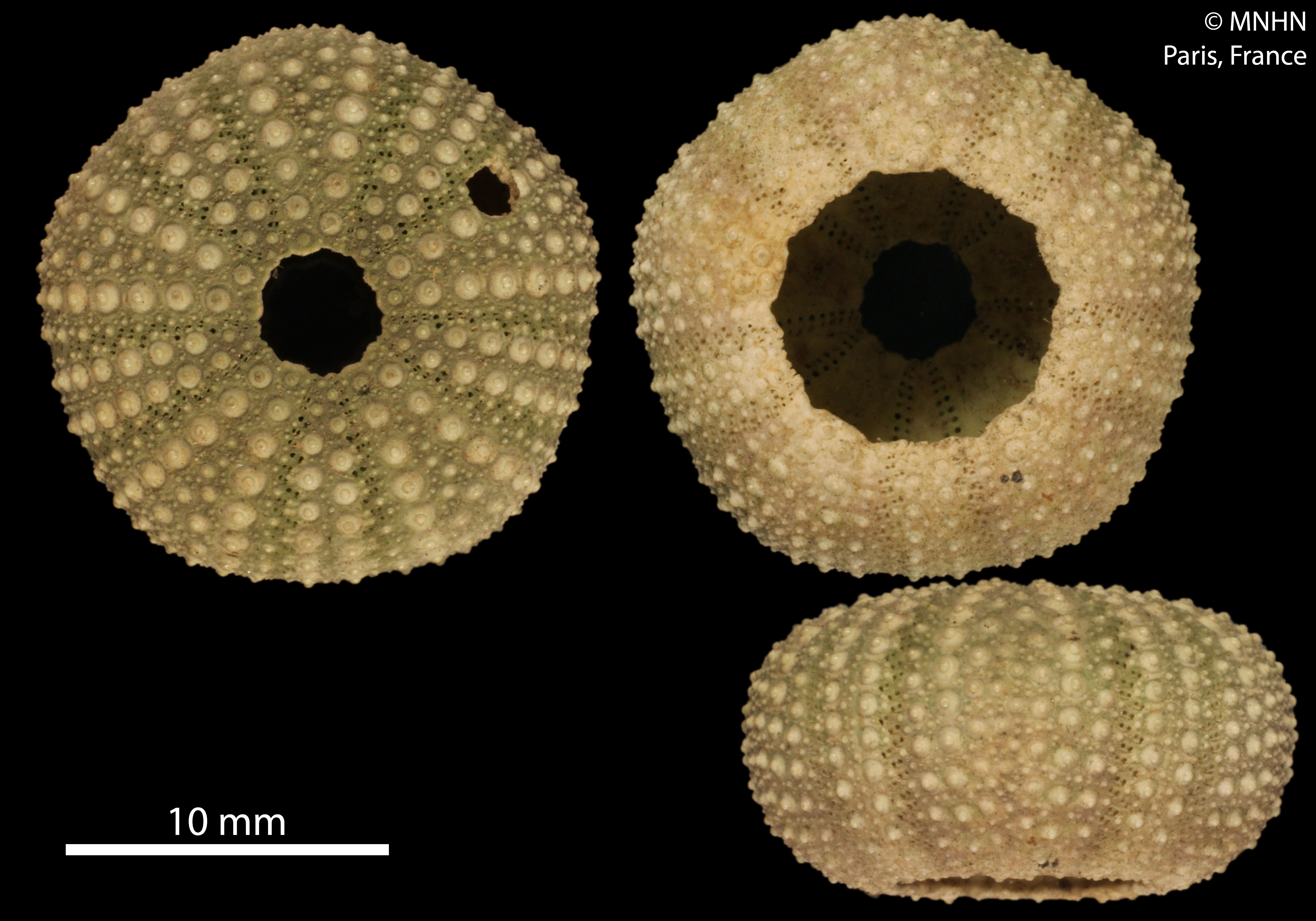
Spécimen du MNHN.

### Écologie et comportement

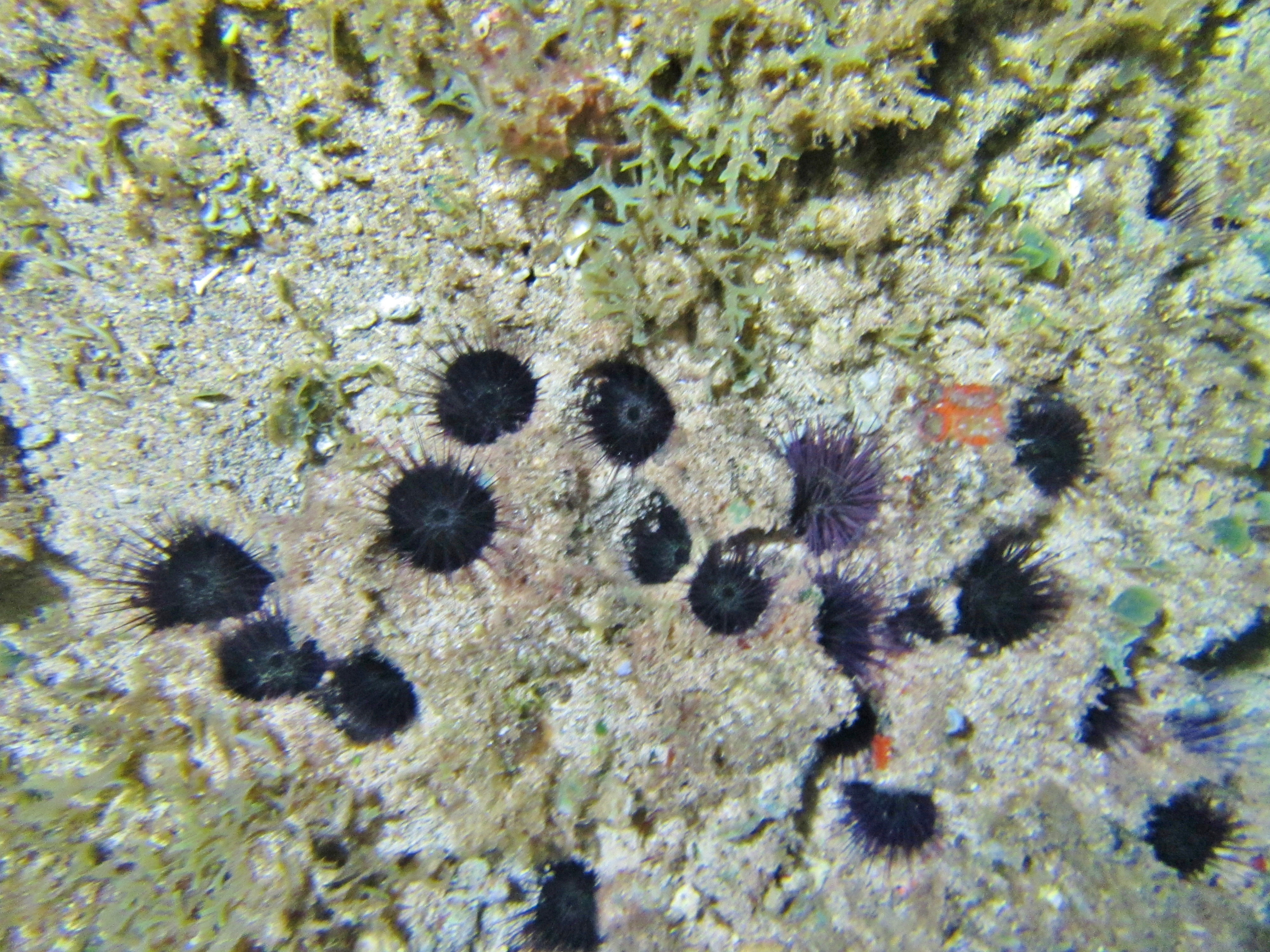
Colonie dEchinostrephus à Mayotte. Ces oursins peuvent être assez abondants localement, et participer activement à l'érosion des roches calcaires.

Ces oursins ont pour particularité d'être des « oursins perforants » : ils se creusent des logettes dans la roche, où ils passent leur vie protégés des prédateurs, ne laissant dépasser que leurs piquants longs et fins. Ils n'en sortent presque jamais, et se nourrissent de ce qui tombe dans leur retraite (ils se servent de leurs piquants et de leurs podia pour filtrer l'eau), avec un régime relativement omnivore, y compris détritivore. 
On les rencontre dans les récifs de corail de l'indo-pacifique tropical, entre la surface et 50 m de profondeur.

## Liste d'espèces
Selon World Register of Marine Species (9 février 2014) :
- Echinostrephus aciculatus A. Agassiz, 1863 -- Océan Pacifique
- Echinostrephus molaris (Blainville, 1825) -- Océan Indien et Pacifique ouest
- Echinostrephus saipanicum Cooke, 1957 †

Les deux espèces, extrêmement proches, ne sont différenciées que par leur répartition géographique (même si cette information demeure fragile) et le nombre de paires de pores sur leurs ambulacres.
Cependant, des recherches génétiques tendent à suggérer que ces deux espèces n'en feraient en réalité qu'une, légèrement polymorphique selon les zones géographiques.

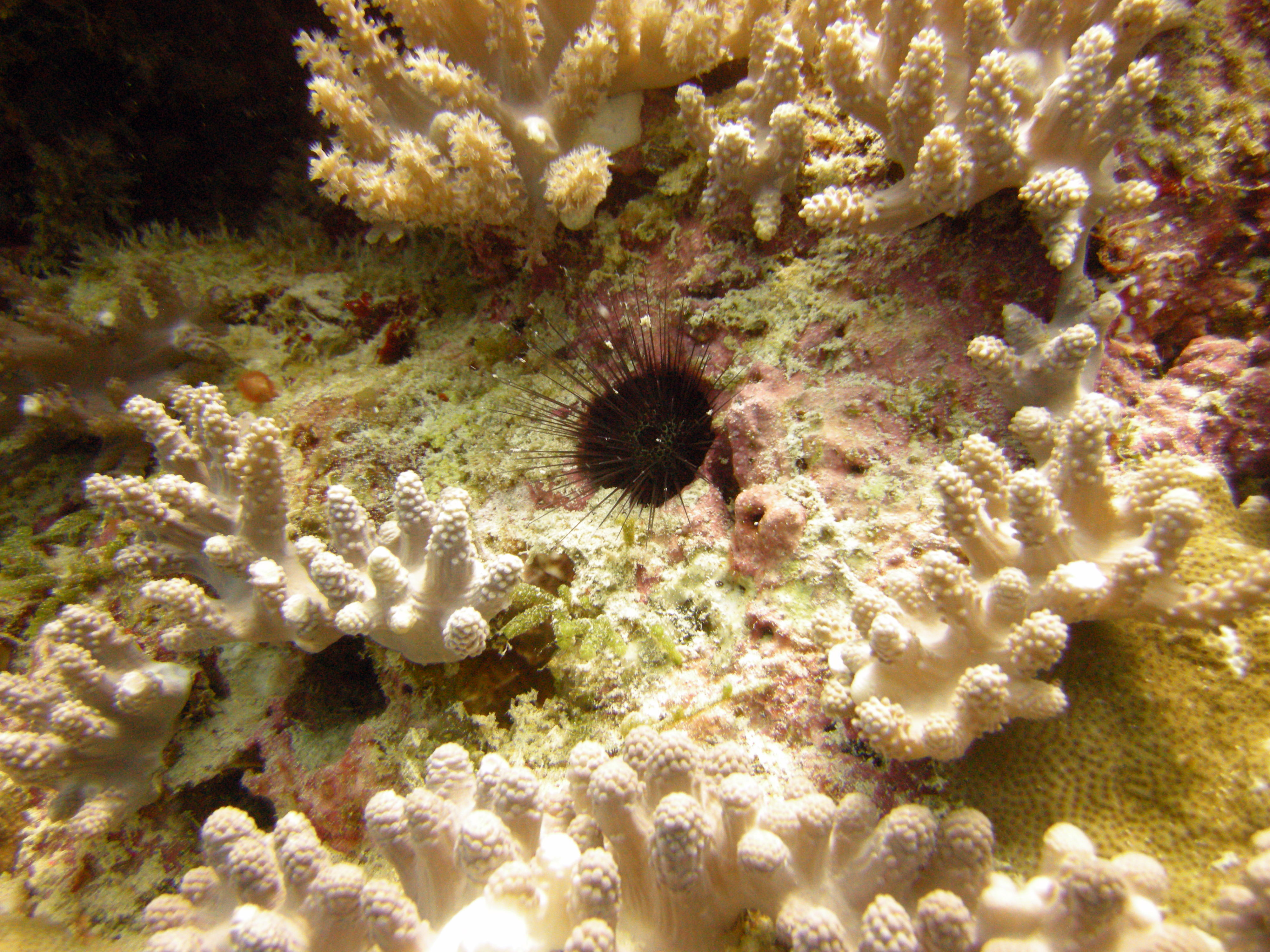
Echinostrephus molaris à Zanzibar.
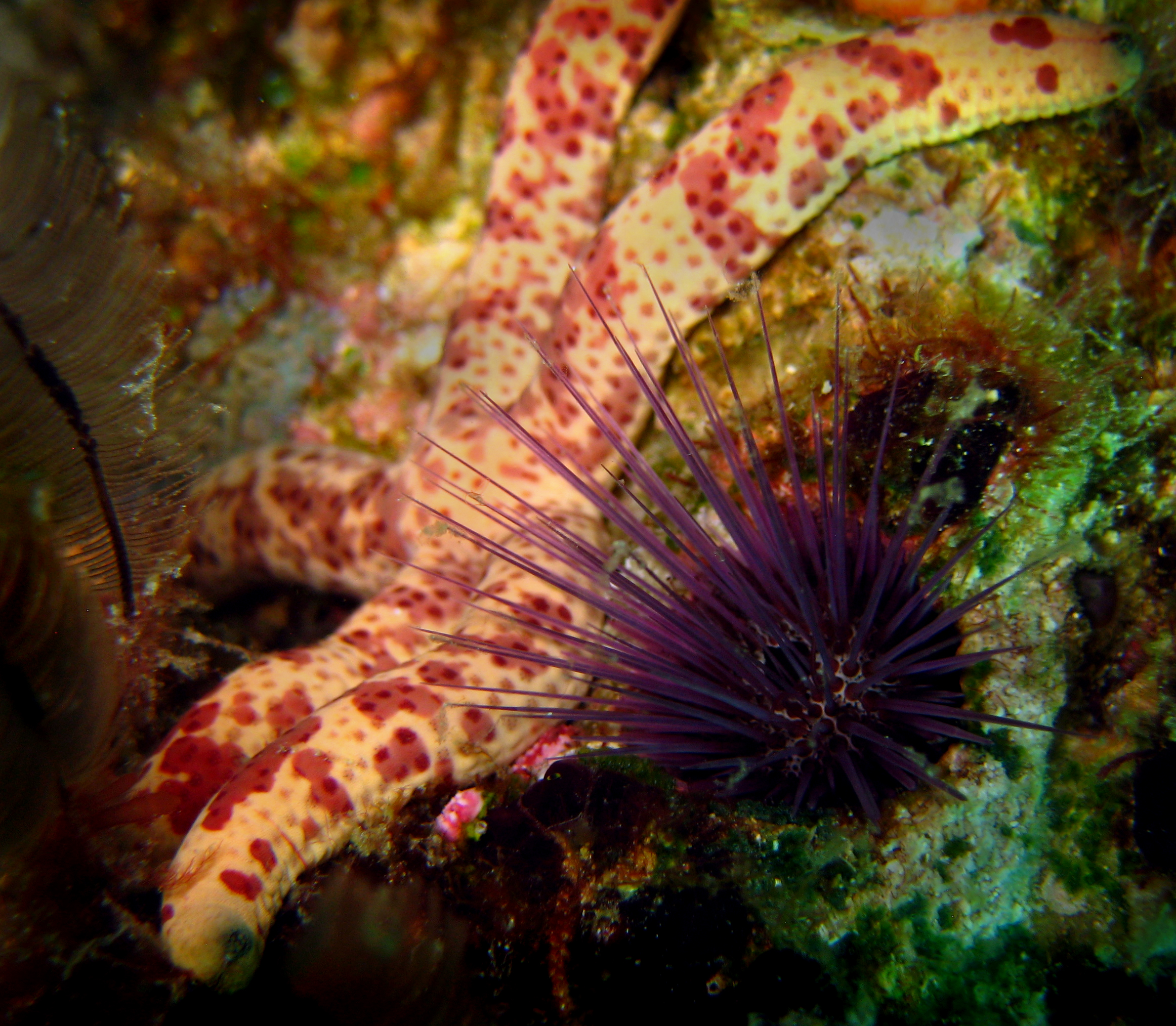
Echinostrephus molaris aux Maldives.
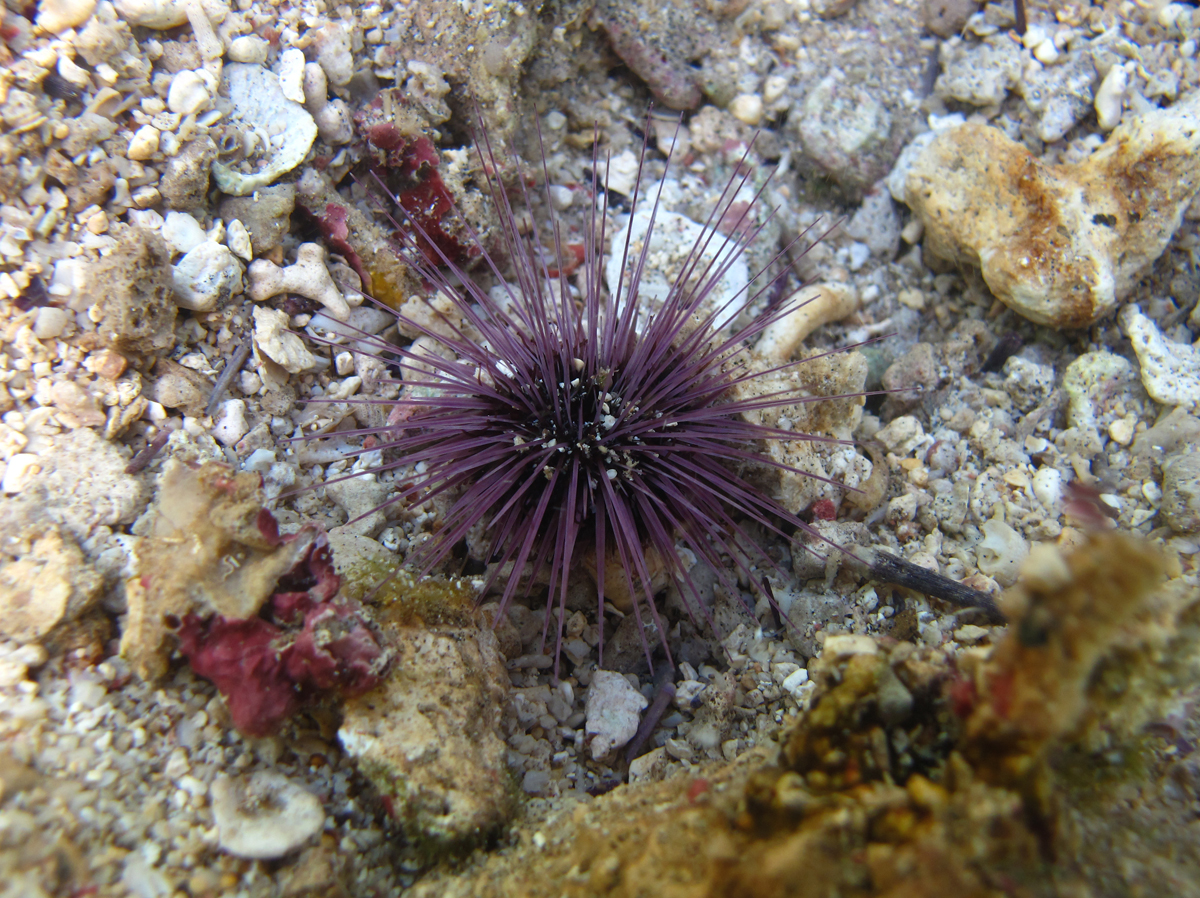
Echinostrephus molaris hors de son terrier à La Réunion